# Бурские коммандос
Бурские коммандос или Коммандо буров (африк. Boerekommando) — добровольческие военные подразделения партизанской милиции, организованные бурами в Южной Африке. Этот термин вошёл в обиход во время Второй англо-бурской войны 1899—1902 годов.

## История
В 1658 году разразилась война между голландскими поселенцами в Капской колонии Нидерландов и готтентотами. Для защиты поселений были мобилизованы все трудоспособные мужчины. После окончания этой войны все мужчины в колонии подлежали военной службе и должны были быть готовы к мобилизации.
К 1700 году размеры колонии значительно увеличились, и она была разделена на районы. Небольшой военный гарнизон, размещённый в крепости Доброй Надежды, не мог рассчитывать на быстрое реагирование в пограничных районах, поэтому система коммандос была расширена и официально оформлена. В каждом округе был свой комендант, которому поручалось созывать всех граждан в трудную минуту. В 1795 году, в связи с Первой британской оккупацией и снова в 1806 году в связи с Второй британской оккупацией, коммандос были призваны защищать Капскую колонию. В битве при Блауберге 6 января 1806 года Свеллендамское коммандо удерживало британцев достаточно долго, чтобы остальная часть Батавской армии смогла отступить в безопасное место.
При британском правлении Капская колония продолжала использовать систему коммандос в своих пограничных войнах, в дополнение к регулярным британским имперским войскам. Бурские коммандос сражались вместе с фенгу, британскими поселенцами, готтентотами и другими этническими группами в подразделениях, которые часто были смешанными. Лёгкие и мобильные коммандос, несомненно, были лучше приспособлены для ведения боевых действий в суровой горной местности, чем медленно движущиеся колонны имперских войск. Однако в правительстве Капской колонии часто возникали трения по поводу относительных достоинств и контроля этих двух параллельных военных систем.
Во время Великого трека и уже после него в бурских республиках эта система продолжала использоваться. В обеих республиках были приняты законы о коммандос, в соответствии с которыми служба была обязательной в случае необходимости для всех граждан мужского пола в возрасте от 16 до 60 лет. Во время Второй англо-бурской войны бурские коммандос составили костяк бурских военных сил.
После заключения мира в 1902 году коммандос были расформированы. Фактически же они сохранились, будучи преобразованы в подпольные "стрелковые клубы". В 1912 году коммандос были вновь сформированы как активные гражданские силы в составе Сил Обороны Союза. Эта система действовала до 2005 года, когда все коммандос были снова расформированы.

## Структура
Каждое коммандо было прикреплено к городу, в честь которого оно было названо (например, Блумфонтейн коммандос). Каждый город отвечал за свой округ, разделённый на районы. Подразделением командовал комендант, а каждым отделением полевой корнет (эквивалент унтер-офицера).
Полевой корнет отвечал не только за призыв граждан, но и за охрану своего отделения, сбор налогов, выдачу огнестрельного оружия и другой техники во время войны. Теоретически отделение делилось на команды под управлением капралов. "Капралство" обычно состояло примерно из 20 солдат. Иногда целые семьи (отцы, сыновья, дяди, двоюродные братья и сёстры) заполняли собой капралство.
Полевой корнет отвечал перед комендантом, а тот, в свою очередь, перед генералом. Теоретически генерал нёс ответственность за четырёх коммандос. Он, в свою очередь, отвечал перед главнокомандующим республики. В Трансваале главнокомандующий назывался комендант-генералом, а в Оранжевой Республике главным комендантом (Hoofdkommandant). Главнокомандующий был ответственен перед президентом.
В военное время были созданы и другие вспомогательные чины, такие как мясной капрал (Vleiskorporaal), отвечавший за выдачу пайков.
Коммандо состоял из добровольцев, все офицеры назначались самими членами подразделения, а не правительством. Это давало возможность появиться некоторым командирам, таким как генерал Коос Де ла Рей и генерал Христиан Девет, но также имело недостаток в том, что иногда назначались некомпетентные командиры. Дисциплина также была проблемой, поскольку не было никакого реального способа обеспечить её соблюдение.
Различные бурские республики имели свою структуру командования.

## Оружие
До Второй англо-бурской войны самой популярной винтовкой в республиках была винтовка 450 Westley Richards, с точностью до 600 ярдов. Некоторые были помечены фразой "Сделано специально для Ю.А.Р." (Made Specially For Z.A.R.). Они были похожи на винтовки Мартини-Генри, используемые британскими войсками.
Для Второй англо-бурской войны президент Южно-Африканской Республики — Пауль Крюгер провёл перевооружение армии, импортировав 37 000 винтовок Маузера 1895 и от 40 до 50 миллионов единиц боеприпасов калибра 7x57. Модель 1895 года была также известна как Boer Model (Бурская Модель) и имела маркировку O.V.S (Oranje-Vrystaat) чуть выше серийного номера. Эта немецкая винтовка имела дальность стрельбы более 2000 ярдов. Опытные стрелки могли добиться отличной дальнобойной точности. Некоторые коммандос использовали модель Мартини-Генри, так как тысячи из них также были закуплены; их недостатком было большое облако белого дыма после выстрела, которое выдавало позицию стрелка.
Примерно 7000 винтовок Guedes 1885 были также приобретены несколькими годами ранее, и они использовались во время военных действий.
Некоторые использовали трофейные британские винтовки, такие как Ли-Метфорд и Ли-Энфилд, что подтверждается фотографиями той эпохи. Когда боеприпасы для Маузеров закончились, буры в основном полагались на захваченных Ли-Метфордов.
Независимо от винтовки, мало кто из коммандос использовал штыки.
Была также закуплена лучшая современная европейская артиллерия. К октябрю 1899 года государственная артиллерия Трансвааля имела 73 тяжелых орудия, в том числе четыре 155-мм Creusot Long Tom и 25 из 37-мм пушек Максима. Бурский Максим, более крупный, чем обычная модель Максима, используемая англичанами, которая стреляла разрывными снарядами (бездымными боеприпасами) со скоростью 450 выстрелов в минуту; она стала известна как Пом-Пом (Pom-Pom).
Другие используемые виды оружия:
- Mauser C96
- Colt Single Action Army
- Remington Model 1875
- Remington Rolling Block rifle
- Winchester rifle
- Vetterli rifle
- Krag-Jørgensen
- Kropatschek rifle

## Список подразделений
Следующие бурские коммандос существовали в Оранжевой республике и Трансваале:

### Оранжевое Свободное Государство
- Бетлехем
- Бетули
- Блумфонтейн (город)
- Блумфонтейн (округ)
- Босхоф
- Ботавилль
- Брандфорт
- Река Каледон
- Эденбург
- Фауресмит
- Фиксбург
- Франкфорт
- Харрисмит
- Хейлброн
- Хупстад
- Якобсдал
- Крунстад
- Ледибранд
- Линдли
- Парейс
- Филипполис
- Руксвилль
- Сенекал
- Смитфилд
- Таба-Нчу
- Вентерсбург
- Вреде
- Вредефорт
- Вепенер
- Винбург

### Трансвааль
- Амстердам
- Бетал
- Блумхоф
- Боксбург
- Каролина
- Кристиана
- Эландсфонтейн
- Река Эландс
- Эрмело
- Фордсбург
- Гермистон
- Хейделберг
- Йеппестаун
- Восточный Йоханнесбург
- Западный Йоханнесбург
- Клерксдорп
- Крюгерсдорп
- Лихтенбург
- Лиденбург
- Марико
- Мидделбург
- Пит-Ретиф
- Почефструм
- Претория
- Рюстенбург
- Стандертон
- Свазиленд
- Утрехт
- Врейхейд
- Ваккерстром
- Ватерберг
- Волмарансстад
- Зутпансберг
- Звартруггенс